# Гемстеде
Гемстеде (нід. Heemstede) — місто і громада у Нідерландах, провінції Північна Голландія. Розташоване на захід від Амстердама. Площа громади — 9,64 км², з них 9,2 км² — суша. Населення за даними на 1 січня 2007 року — 25 555 осіб. Середня щільність населення — 2650,9 осіб/км².
На території громади є 1 залізнична станція (Гемстеде-Арденхаут) на лінії Гарлем-Лейден. У центрі громади розташований парк Грунендал, на території якого розташовані кілька старих маєтків Гемстед.

## Відомі люди
- Петер Коейманс — нідерландський державний діяч, міністр закордонних справ (1993–1994);
- Юдит Лейстер — нідерландська художниця, жила й померла тут;
- Дік Маас — нідерландський кінорежисер, народився тут;
- Йоган Нескенс — нідерландський футболіст, народився тут;
- Сара Сігелар — нідерландська веслувальниця, народилася тут